# Искриня
Искриня (укр. Іскриня) — село на Украине, находится в Литинском районе Винницкой области.
Код КОАТУУ — 0522482202. Население по переписи 2001 года составляет 219 человек. Почтовый индекс — 22363. Телефонный код — 4347.
Занимает площадь 0,086 км².
В селе действует храм благоверных князей-страстотерпцев Бориса и Глеба Литинского благочиния Винницкой епархии Украинской православной церкви.

## Адрес местного совета
22363, Винницкая область, Литинский р-н, с. Дашковцы, ул. Ленина, 110